# Эсперанто-библиотеки

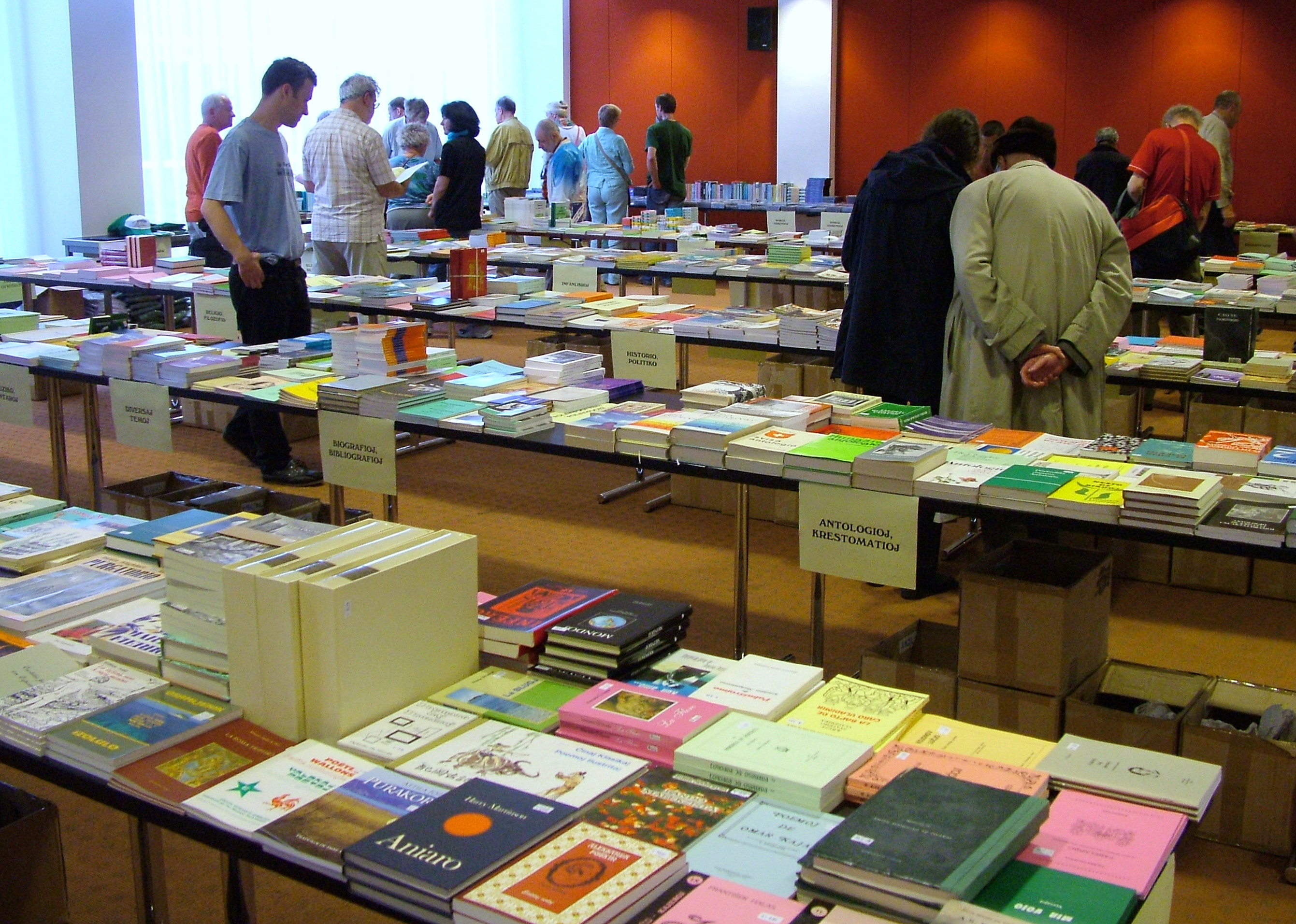
Литература на эсперанто (книжная ярмарка Всемирного конгресса эсперанто в 2008 году).

Эспера́нто-библиоте́ка — собрание книг, брошюр, журналов, а также других носителей информации (таких, как видеокассеты, аудиозаписи и проч.) на языке эсперанто, доступные для обращения и изучения частными лицами. Нередко основой для подобных библиотек становятся какие-либо частные коллекции.
Учитывая относительную слабость рынка литературы на эсперанто и чрезвычайную распространенность его носителей по всему миру (что нередко затрудняет доступ к нужному литературному источнику), эсперанто-библиотеки играют чрезвычайно важную роль в эсперанто-сообществе как для предоставления доступа к отдельным редким образцам эсперанто-культуры, так и для осуществления полноценных научных исследований в области эсперантологии и истории эсперанто.

## Наиболее известные эсперанто-библиотеки
| Название                                               | Место                                     | Страна              | Год образования | Собрания | Ссылка                                                                           |
| ------------------------------------------------------ | ----------------------------------------- | ------------------- | --------------- | --- | -------------------------------------------------------------------------------- |
| Библиотека Батлера Монтегю                             | Барластон                                 | Флаг Великобритании | 1922            | 13 тысяч книг | (эсп.) Ссылка                                                                    |
| Международный эсперанто-музей                          | Вена                                      | Флаг Австрии        | 1927            | 35 тысяч томов, 2,5 тысячи периодических изданий, 3 тысячи музейных экспонатов, 5 тысячи рукописей, 22 тысячи фотографий, 1,2 тысячи афиш, 40 тысяч листовок | (эсп.) Ссылка                                                                    |
| Библиотека Гектора Годлера                             | Роттердам                                 | Флаг Нидерландов    | 1908            | ок. 20 тысяч книг | (эсп.) Ссылка                                                                    |
| Центр Документации и Исследования Международного Языка | Ла-Шо-де-Фон                              | Флаг Швейцарии      | 1967            | более 20 тысяч книг | (эсп.) (фр.) Ссылка                                                              |
| Международный музей мира и солидарности                | Самарканд                                 | Флаг Узбекистана    | 1986            | около 20 тысяч книг, произведений искусства и др. объектов из около 100 стран                                                                                | (эсп.) Ссылка                                                                    |
| Немецкая эсперанто-библиотека                          | Аален                                     | Флаг Германии       | 1989            | 53 тысячи библиографий: среди них 22,5 тысячи книг и 2420 периодических изданий.                                                                             | (нем.) Ссылка Архивная копия от 13 октября 2006 на Wayback Machine (эсп.) Ссылка |
| Эсперанто-фонд Cesar Vanbiervliet                      | Кортрейк                                  | Флаг Бельгии        | 1972            | 8,5 тысяч книг, 10 тысяч годовых подборок различных журналов                                                                                                 | (эсп.) (нид.) Ссылка                                                             |
| Эсперанто-коллекция Файси                              | Будапешт                                  | Флаг Венгрии        | 1970-е          | ок. 13 тысяч книг |                                                                                  |
| Национальная библиотека эсперанто                      | Масса                                     | Флаг Италии         | 1972            | 7,5 тысяч книг | (итал.) Ссылка                                                                   |
| Национальный эсперанто-музей                           | Гре                                       | Флаг Франции        | 1977            | 6 тысяч книг и брошюр, 1,4 тысячи журналов и газет | (эсп.) Ссылка                                                                    |
| Библиотека Эсперанто-союза Фландрии                    | Антверпен                                 | Флаг Фландрии       |                 | Несколько тысяч книг и периодических изданий | (эсп.) Ссылка                                                                    |
| Библиотека Juan Régulo Pérez                           | Мадрид                                    | Флаг Испании        | 1970-е          | | (эсп.) Ссылка                                                                    |
| Национальная библиотека Шотландии                      | Эдинбург                                  | Флаг Шотландии      | 1925            | Около 5 тысяч книг, переданных Уильямом Олдом в 2001 году | (англ.) Ссылка                                                                   |
| Эсперанто-музей в Субиратсе                            | Субиратс (Каталонская автономия, Испания) | Флаг Каталонии      | 1968            | 8,4 тысяч книг, 12315 годовых подборок 2485 периодических изданий на эсперанто                                                                               | (исп.) Ссылка                                                                    |